# Cataglyphis ibericus
Cataglyphis ibericus é uma espécie de inseto do gênero Cataglyphis, pertencente à família Formicidae.